# Сан Ђенезио Атезино
Сан Ђенезио Атезино (итал. San Genesio Atesino) је насеље у Италији у округу Болцано, региону Трентино-Јужни Тирол.
Према процени из 2011. у насељу је живело 1253 становника. Насеље се налази на надморској висини од 1079 м.

## Становништво
Према резултатима пописа становништва 2011. у општини је живело 2.937 становника.
| 1931. | 1936. | 1951. | 1961. | 1971. | 1981. | 1991. | 2001. | 2011. |
| ----- | ----- | ----- | ----- | ----- | ----- | ----- | ----- | ----- |
| 1.803 | 1.909 | 1.992 | 1.965 | 2.058 | 2.162 | 2.353 | 2.703 | 2.937 |

## Партнерски градови
- Фелдкирхен-Вестерхам